# Nikolaos Smaragdis
Nikolaos Smaragdis (griechisch Νικόλαος Σμαραγδής, * 12. Februar 1982 in Thessaloniki) ist ein griechischer Volleyballspieler.
Nikolaos Smaragdis, der bei einer Körpergröße von 2,02 m auf der Position des Mittelblockers spielt, begann seine Karriere 1996 beim griechischen Erstligisten Aris Thessaloniki, wo er für drei Jahre spielte und 1997 die Griechische Meisterschaft erringen konnte. Im Sommer 1999 wechselte Smaragdis zum Stadtrivalen PAOK Thessaloniki, ehe er vier Jahre später beim Spitzenverein Panathinaikos Athen einen Dreijahresvertrag unterzeichnete. Mit Panathinaikos konnte Smaragdis neben zwei weiteren gewonnenen Meisterschaften (2004, 2006) auch das Final-4-Turnier des Top Teams Cup erreichen, wobei Athen schließlich den dritten Platz belegte. 2006 wechselte Smaragdis zu Iraklis Thessaloniki, wo er in den folgenden drei Jahren zwei weitere Meisterschaften sowie zwei Supercups gewinnen konnte. 2009/10 stand er wieder bei Panathinaikos unter Vertrag.
Nikolaos Smaragdis spielte auch in der griechischen Nationalmannschaft und nahm mit dieser unter anderem an der Weltmeisterschaft 2006 teil.

## Titel
- Griechischer Meister: 2004, 2006, 2007, 2008, 2012, 2013, 2014, 2016, 2017, 2019
- Griechischer Pokalsieger: 2010,  2012, 2013, 2014
- Griechischer Ligapokal: 2013, 2019
- Griechischer Supercup: 2007, 2008